# Jacopo Morini
Jacopo Morini, conosciuto anche con il soprannome Jack (Torino, 14 maggio 1977), è un artista e personaggio televisivo italiano,  ex inviato del programma televisivo de Le Iene e ideatore e direttore artistico dei Web Show Awards.

## Biografia
Figlio del calciatore Francesco Morini, ha iniziato la carriera come compositore e autore musicale nel 2002 insieme al fratello Andrea, formando il gruppo musicale Mp2. Nello stesso anno raggiunge subito il successo con il singolo Entro il 23, scritto da Tiziano Ferro e Roberto Casalino, col quale partecipa al Festivalbar 2002. Altri successi sono Azzurro, divenuta poi sigla dell'omonimo programma su All Music, e Soli come si fa, cover di Something to Talk About.
Nel 2004 lascia il gruppo ed entra a far parte come inviato del programma televisivo Le Iene in onda su Italia 1. Nel 2007 lavora insieme a Tiziano Lamberti, Francesco Granieri e Nic Bello formando le Iene Bugs; tuttavia nel 2011 esce dal gruppo per continuare come inviato solista. Nel 2012 diventa capo-autore del canale La3 scrivendo e supervisionando alcuni nuovi programmi. A novembre dello stesso anno partecipa al programma 2012 prima di morire insieme al collega Frank Matano.
Nel 2015 diventa direttore creativo dell'agenzia Armando Testa, per cui ha sviluppato campagne pubblicitarie per clienti quali Esselunga.

## Fonti
- Intervista bugs Jacopo